# Dancing at the Blue Iguana
Pour plus de détails, voir Fiche technique et Distribution.
Dancing at the Blue Iguana est un film américain réalisé par Michael Radford, sorti en 2001.

## Synopsis
Quelque part dans Hollywood, un temple de charme ouvre ses portes à la nuit tombée : le Blue Iguana. De magnifiques jeunes femmes offrent un spectacle de pole dance où se mêlent grâce et sensualité. Derrière le rideau de scène, cinq vies s’animent, là où le glamour et l’érotisme n’ont plus d’importance, là où les rêves et les frustrations s’entrechoquent.
Jasmine adore écrire et se livre corps et âme à sa passion pour la poésie. Elle rencontre l’amour au cours d’une lecture de poèmes. Angel est une brave fille, mais son innocence et son caractère distrait lui font parfois défaut. Tandis qu'elle tente d'adopter un enfant, elle est amoureusement épiée par Sacha, un tueur à gages russe en mission à Los Angeles.
Jo est une fille dure et bagarreuse qui mène une vie chaotique submergée par le désordre et la drogue. Sa vie s’écroule lorsqu’elle découvre qu'elle est enceinte. Ayant des problèmes d’argent, elle vend de la drogue et reçoit des hommes dans son appartement pour des séances de fétichisme.
La jeune Jessie a débarqué à Hollywood dans l’espoir de percer dans la musique. À son arrivée, elle est profondément seule et perdue avant de passer une audition concluante pour être strip-teaseuse au Blue Iguana. Ignorée par les autres danseuses, Jessie noie ses déceptions dans la vodka, et compte sur ses charmes pour rencontrer l’amour et réaliser ses rêves. Elle rencontre Charlie avec qui elle partage des points communs pour la musique.
Stormy est la plus âgée des danseuses, et aussi la plus discrète. Elle cache un lourd passé dans son silence, celui d’une relation amoureuse intense avec son frère. Celui-ci refait surface et tente de la retrouver.
Toutes ces vies sont régies par Eddie, le gérant strict du Blue Iguana, qui passe par une étape de profonde réflexion sur son rôle au sein du club après avoir écouté une crise de larmes sur son répondeur. Il prépare également le numéro d’exhibition de Nico, une célèbre star du porno, qui va donner une publicité considérable au club. Eddie est secondé par Bobby, le confident des danseuses chargé de leur sécurité.

## Fiche technique
- Titre : Dancing at the Blue Iguana
- Réalisation : Michael Radford
- Scénario : Michael Radford et David Linter
- Production : Ram Bergman, Graham Broadbent, Damian Jones, Sheila Kelley, Dana Lustig, Michael Radford et Ernst Etchie Stroh
- Musique : Tal Bergman et Renato Neto
- Photographie : Ericson Core
- Montage : Roberto Perpignani
- Pays d'origine : États-Unis
- Format : Couleurs (DeLuxe)
- Genre : Drame
- Durée : 123 minutes
- Dates de sortie : 12 octobre 2001 (États-Unis), 3 juillet 2002 (France)

## Distribution
- Sandra Oh : Jasmine
- Daryl Hannah : Angel
- Charlotte Ayanna (en) : Jessie
- Jennifer Tilly : Jo
- Sheila Kelley : Stormy
- Kristin Bauer : Nico
- Robert Wisdom : Eddie
- Vladimir Machkov : Sacha
- Elias Koteas : Sully
- W. Earl Brown : Bobby
- Chris Hogan : Dennis
- Rodney Rowland : Charlie
- Jesse Bradford (VF : Vincent de Bouard) : Jorge
- Harper Roisman : Harry Goldberg
- David Amos : Dave
- Carolyne Aycaguer : Sophie
- R.C. Bates : Jimmy
- Christina Cabot : Christina
- Bill Chott : le régulier d'Angel
- Jack Conley : l'officier Pete Foster
- Marta Cunningham : Yolanda
- Pete Gardner : Jerry
- Ruthanna Hopper : Desiree
- Peggy Jo Jacobs : Sarah
- Jason Kravits : Gordon
- Ellyn Maybe : Fiona
- Victoria DeMare : Brooke
- Stephen Hornyak : un camionneur
- Kevin Hunt : le DJ
- Joel Hurt Jones : un client
- Michael Loprete : le régulier de Stormy
- Tenya Neilsen : Castle
- Buckley Norris : un homme qui parle
- Isabelle Pasco : la cliente
- Shannon Ransom : la barmane
- Vincent Riotta (en) : un client
- Maurice Compte : l'acheteur de drogue
- Ted Rooney (en) : l'assistant
- Lobo Sebastian : l'homme au regard rugueux
- Thomas Shelorke : le client tourné vers Jo
- Iqbal Theba : un commis
- John Thomas : un poète
- Gino Dentie : une célébrité

## Autour du film
- Dancing at the Blue Iguana est un film indépendant, né d'un projet de Michael Radford prenant comme outil principal de création le comédien lui-même et ses capacités à improviser. De grandes auditions ont eu lieu, où les acteurs débarquaient avec leurs idées et improvisaient ensemble pendant de nombreuses heures.
- Le scénario est né d'ateliers d'improvisation qui avaient lieu dans un petit théâtre de Los Angeles. Les comédiens principaux ont choisi de raconter l'histoire d'un club de strip-tease.
- Pour une totale immersion dans le vif du sujet, les actrices interprétant les strip-teaseuses dans Dancing at the Blue Iguana ont fréquenté pendant plusieurs semaines des boîtes de strip-tease. Elles ont appris à danser, travailler la barre, se déshabiller de manière sexy et connaître la vie de show-girl aux côtés de danseuses professionnelles.

## Distinctions
- Golden Trailer Awards 2002 : nomination pour le Golden Fleece
- Festival du film international de Milan 2001 : meilleure performance pour Sandra Oh et meilleurs décors pour Martina Buckley